# Верхнее Муханово
Верхнее Муханово — деревня в Троснянском районе Орловской области. Входит в состав Троснянского сельского поселения. Население — 86 чел. (2010).

## География
Верхнее Муханово находится в юго-восточной части области на Среднерусской возвышенности.
Часовой пояс
деревня Верхнее Муханово, как и вся Орловская область, находится в часовой зоне МСК (московское время). Смещение применяемого времени относительно UTC составляет +3:00.

## Население
| 2002 | 2010 |
| ---- | ---- |
| 126  | ↘86  |

Национальный состав
Согласно результатам переписи 2002 года, в национальной структуре населения русские составляли 96 % от общей численности населения в  126 жителей